# Policosanol
Policosanol ist eine aus Zuckerrohr oder Zuckerrohrwachs gewonnene Mischung acht langkettiger aliphatischer Alkohole. Teilweise wird Policosanol auch aus Weizenkeimen oder Reis gewonnen. Policosanol soll Blutfettwerte senken und ist in Nahrungsergänzungsmitteln enthalten.

## Zusammensetzung
Hauptbestandteil des Policosanols ist das 1-Octacosanol, die weitere Bestandteile unterscheiden sich in der Kettenlänge des aliphatischen Alkohols.
| Bestandteile von Policosanol                               |         |    |              |                |        |
| Allgemeine Strukturformel der Bestandteile von Policosanol |         |    |              |                |        |
| Name                                                       | PubChem | n  | Summenformel | Molmasse       | Anteil |
| 1-Octacosanol                                              | 68406   | 26 | C28H58O      | 410,56 g·mol−1 | 63 %   |
| 1-Triacontanol                                             | 68972   | 28 | C30H62O      | 438,81 g·mol−1 | 12,6 % |
| 1-Hexacosanol                                              | 68171   | 24 | C26H54O      | 382,71 g·mol−1 | 6,2 %  |
| 1-Tetracosanol                                             | 10472   | 22 | C24H52O      | 354,65 g·mol−1 |        |
| 1-Heptacosanol                                             | 74822   | 25 | C27H56O      | 396,73 g·mol−1 |        |
| 1-Nonacosanol                                              | 243696  | 27 | C29H60O      | 424,79 g·mol−1 |        |
| 1-Dotriacontanol                                           | 96117   | 30 | C32H66O      | 466,87 g·mol−1 |        |
| 1-Tetratriacontanol                                        | 185639  | 32 | C34H70O      | 494,92 g·mol−1 |        |

## Gesundheitsbezogene Verwendung
Policosanol scheint die Cholesterolsynthese zu hemmen. Eine Wirkung auf Blutfettwerte ist umstritten. Policosanol hat in einzelnen Studien mit meist geringer Probandenzahl eine Senkung des Gesamt- und LDL-Cholesterols und Erhöhung des HDL-Cholesterols gezeigt, die im Ausmaß den Wirkungen von Arzneistoffen aus der Gruppe der Statine gleichen soll. Andere Studien zeigten keine über den Placeboeffekt hinausgehende Wirkung.
Auch soll Policosanol die Zusammenlagerung der Blutplättchen (Thrombozytenaggregation) hemmen.
Policosanol ist in europäischen Ländern nicht als Arzneimittel zugelassen. Es wird, hauptsächlich über das Internet, als Nahrungsergänzungsmittel beworben und vermarktet. In einem Gutachten hat die europäischen Behörde für Lebensmittelsicherheit (EFSA) 2011 festgestellt, dass zu gesundheitsbezogenen Angaben die Unterstützung für gesunde Blutfettwerte betreffend für Policosanol als Lebensmittelinhaltsstoff keine ausreichenden wissenschaftlichen Belege über eine Wirksamkeit bei der gesunden Allgemeinbevölkerung vorgelegt wurden. Mit irreführenden Angaben dürfen Lebensmittel (Nahrungsergänzungsmittel zählen zu den Lebensmitteln) nach europäischen Rechtsvorschriften (Health-Claims-Verordnung) nicht vermarktet werden.

## Handelsnamen
- PPG
- Lipo-Min